# Вальшайд
Вальшайд (нем. Wallscheid) — община в Германии, в земле Рейнланд-Пфальц. 
Входит в состав района Бернкастель-Витлих. Подчиняется управлению Мандершайд.  Население составляет 342 человека (на 31 декабря 2010 года). Занимает площадь 5,95 км².